# Tweedia brunonis
Tweedia brunonis är en oleanderväxtart som beskrevs av William Jackson Hooker och Am.. Tweedia brunonis ingår i släktet Tweedia och familjen oleanderväxter. Inga underarter finns listade i Catalogue of Life.